# Utvik i Öden
Utvik i Öden – miejscowość (småort) w Szwecji w gminie Kramfors w regionie Västernorrland. Około 77 mieszkańców.